# Tutto nel mondo è burla
Tutto nel mondo è burla è un film muto italiano del 1922 diretto da Camillo Bruto Bonzi e Nino Giannini.